# Dialium madagascariense
Dialium madagascariense är en ärtväxtart som beskrevs av Henri Ernest Baillon. Dialium madagascariense ingår i släktet Dialium och familjen ärtväxter. Inga underarter finns listade i Catalogue of Life.